# Adriaan Dwars
Adriaan Willem Carel Dwars (Osaka, 9 juni 1874 - Nijmegen, 18 december 1946) was een Nederlands civiel en bouwkundig ingenieur.
Hij was zoon van apotheker Bernard Willem Dwars en Wilhelmina Carolina Triebart. Hij huwde zelf op 9 april 1903 in Leeuwarden met Julia Sophia Dutry van Haeften, een dochter van Jacob Dutry van Haeften, heer van Haeften en raadsheer aan het gerechtshof in Leeuwarden. 
Hij studeerde aan de Technische Hogeschool Delft en studeerde daar in 1896 af als civiel ingenieur; een jaar later als bouwkundig ingenieur. Hij was onder andere ingenieur van de gemeentewerken in Utrecht (vanaf 1899), hoogleraar aan de universiteit van Santiago, Chili (vanaf 1906) en directeur van en docent aan de MTS voor bouwkunde te Utrecht (vanaf 1909). Hij zat daarnaast jarenlang in examencommissies afdeling bouwkunde.
Hij leverde de "D" in Royal HaskoningDHV. Hij was als A.W.C. Dwars medeschrijver van het Beknopte leerboek der waterbouwkunde (1919, herdruk 1947; samen met M.B.N. Bolderman) en IJzerconstructie (Kluwer, 2e druk 1931). Hij schreef voorts tevens Eenige aesthetische beschouwingen over de ijzeren ophaalbrug, die zijn collega Wichert Arend de Graaf van de Dienst der Publieke Werken inspireerde zijn ontwerp voor ijzeren ophaalbruggen aan te passen, niet voor wat betreft de techniek, maar voor de esthetiek (schoonheid). Hij was voorts redacteur van het blad T.G.. (Technisch Gemeenteblad van Utrecht).
- International Standard Name Identifier: 0000 0003 9082 569X
- Nederlandse Thesaurus van Auteursnamen: 072640731
- Virtual International Authority File: 284535185
- WorldCat: E39PBJd8bJFwmgQGpRf84GRkDq